# Karl Schlögel
Karl Schlögel (7 de marzo de 1948 en Hawangen, Baviera) es un historiador alemán especializado en la historia de la Unión Soviética, Rusia y el estalinismo.

## Biografía
Schlögel estudió filosofía, sociología, historia de Europa del Este y estudios eslavos en la Universidad Libre de Berlín entre 1969 y 1981, una elección motivada por sus visitas a Checoslovaquia y a la Unión Soviética en 1965 y 1966, respectivamente. Durante esos años participó activamente en el movimiento estudiantil de izquierda, publicando artículos en diversas revistas. Reflexionó sobre esa etapa de su vida en el volumen Partei kaputt: Das Scheitern der KPD und die Krise der Linken (El fracaso del Partido Comunista de Alemania Occidental y la crisis de la izquierda). 
En 1982-1983 realizó una estancia de investigación en la Universidad Estatal de Moscú, gracias a una beca del Servicio Alemán de Intercambio Académico (DAAD). A su regreso, trabajó como traductor y autor independiente, colaborando también con numerosos periódicos y revistas alemanes.
Entre 1990 y 1994 ocupó la cátedra de Historia de Europa del Este en la Universidad de Constanza, y en octubre de 1994 fue nombrado titular de la misma cátedra en la Universidad Europea Viadrina de Fráncfort del Óder, donde es profesor emérito desde 2013.
En 2005 fue distinguido con la Orden del Mérito de la República Federal de Alemania, y en julio de 2025 se anunció que recibirá el «Friedenspreis des Deutschen Buchhandels» (Premio de la Paz del Comercio Librero Alemán) en la Feria del Libro de Fráncfort en octubre.
Schlögel ha sido un crítico severo de las anexiones y ataques de la Rusia de Vladímir Putin contra el territorio ucraniano desde 2014 hasta la actualidad.

## Obra
- Das sowjetische Jahrhundert. Archäologie einer untergegangenen Welt.  C. H. Beck, München 2017, ISBN 978-3-406-71511-2
- Entscheidung in Kiew. Ukrainische Lektionen. Hanser Verlag, München, 2015, ISBN 978-3-446-24942-4
- mit Irina Scherbakowa: Der Russland-Reflex. Einsichten in eine Beziehungskrise. edition Körber-Stiftung, Hamburg, 2015, ISBN ISBN978-3-89684-169-8
- Archäologie des Kommunismus oder Russland im 20. Jahrhundert. Ein Bild neu zusammensetzen. (= Themen. Band 99). Carl Friedrich von Siemens Stiftung, München 2014, ISBN 978-3-938593-23-3.
- Grenzland Europa. Unterwegs auf einem neuen Kontinent. Hanser, München 2013, ISBN 978-3-446-24404-7.
- Terror und Traum. Moskau 1937. Hanser, München 2008, ISBN 978-3-446-23081-1.
- Das Russische Berlin. Ostbahnhof Europas. Ergänzte und aktualisierte Neuausgabe von: Berlin, Ostbahnhof Europas. Siedler, München 2007, ISBN 978-3-570-55022-9.
- Planet der Nomaden. JWS, Berlín 2006, ISBN 3-937989-16-1.
- Marjampole oder Europas Wiederkehr aus dem Geist der Städte. Hanser, München 2005, ISBN 3-596-17786-3.
- Im Raume lesen wir die Zeit: Über Zivilisationsgeschichte und Geopolitik. Hanser, München 2003, ISBN 3-446-20381-8.
- Petersburg. Das Laboratorium der Moderne 1909–1921. Hanser, München 2002, ISBN 3-596-16720-5.
- Die Mitte liegt ostwärts: Europa im Übergang. Hanser, München 2002, ISBN 3-446-20155-6.
- Promenade in Jalta und andere Städtebilder. Hanser, München 2001, ISBN 3-596-15574-6.
- Go East oder die zweite Entdeckung des Ostens. Siedler, Berlín 1995, ISBN 3-88680-547-6.
- Das Wunder von Nishnij oder die Rückkehr der Städte. Berichte und Essays. (= Die andere Bibliothek). Eichborn, Frankfurt am Main 1991, ISBN 3-8218-4077-3.
- Der renitente Held. Arbeiterprotest in der Sowjetunion (1953–1983). Junius Verlag, Hamburg 1984, ISBN 3-88506-125-2.
- Moskau lesen. 1984 (veränderte Neuauflage): Moskau lesen. Verwandlungen einer Metropole. Hanser Verlag, München 2011, ISBN 978-3-446-23655-4.
- Con Willi Jasper y Bernd Ziesemer: Partei kaputt: Das Scheitern der KPD und die Krise der Linken. Olle & Wolter, Berlín 1980, ISBN 3-88395-704-6.

## Obra traducida al español
- Terror y utopía. Moscú en 1937. Traducción de José Aníbal Campos. Barcelona: Editorial Acantilado, 2014. ISBN 978-84-16011-32-2
- El siglo soviético. Arqueología de un mundo perdido. Traducción de Paula Aguiriano Aizpurua. Madrid: Galaxia Gutenberg, 2021. ISBN 978-84-18807-17-6
- Ucrania, encrucijada de culturas. Historia de ocho ciudades. Traducción de José Aníbal Campos. Barcelona: Editorial Acantilado, 2023. ISBN 978-84-19036-17-9
- El aroma de los imperios. Chanel nº 5 y Moscú Rojo. Traducción de Francisco Uzcanga Meinecke. Barcelona: Editorial Acantilado, 2024. ISBN 978-84-19036-98-8